# Calophyllum vitiense
Calophyllum vitiense är en tvåhjärtbladig växtart som beskrevs av William Bertram Turrill. Calophyllum vitiense ingår i släktet Calophyllum och familjen Calophyllaceae. Utöver nominatformen finns också underarten C. v. amblyphyllum.